# Islamey
Islamey (en russe : Исламей), op. 18, sous-titrée « fantaisie orientale », est une œuvre musicale pour piano du compositeur Russe Mili Balakirev. Elle est composée en août et septembre 1869, puis révisée en 1902. Le dédicataire, Nikolaï Rubinstein, en a donné la première exécution le 30 novembre 1869 à Saint-Pétersbourg.

## Genèse
Balakirev a été inspiré pour écrire la pièce après un voyage dans le Caucase où il a entendu la mélodie de danse folklorique Islamey. En raison de ses exigences techniques, cette œuvre a longtemps été considérée (et encore aujourd'hui) comme l'une des pièces les plus difficiles à exécuter jamais écrites.

## Orchestrations
- Alfredo Casella (1883-1947) en 1908
- Sergueï Liapounov (1859-1924) en 1914
- Franz Schalk (1863-1931)

## Discographie
| no | Pianiste                  | Date                                        | Durée         | Label                              | Réf.                  | Note |
| -- | ------------------------- | ------------------------------------------- | ------------- | ---------------------------------- | --------------------- | --- |
| 1  | Julius Chaloff (en)       | avril 1924                                  |               | Ampico                             | 62993                 | Piano mécanique Ampico (OCLC 42664108) Julius Chaloff est l'éditeur de la partition chez C. Fischer, parue en 1927 à New York (OCLC 1304149331). |
| 2  | Claudio Arrau             | 1928                                        | 7 min 45 s    | DG / Marston / Brilliant Classics  |                       | (OCLC 46852278) |
| 3  | Simon Barere              | 15 octobre 1935                             | 8 min 14 s    | HMV PearlAPR                       | 2EA 2432-4/2433-66002 | |
| 4  | Louis Kentner             | 14 juin 1944                                | 9 min 02 s    | Columbia-HMVHänssler               | DX 1175               | (OCLC 884912226) |
| 5  | Simon Barere              | 11 novembre 1947, concert Carnegie Hall     | 8 min 14 s    | APR                                | 5623                  | |
| 6  | Moura Lympany             | 1947                                        | 8 min 16 s    | Decca                              |                       | |
| 7  | Vladimir Horowitz         | 21 mars 1949, concert Carnegie Hall         | 7 min 01 s    | Sony                               | CD 41, plage 7        | |
| 8  | Emil Gilels               | années 1950, concert                        | 7 min 44 s    | Hänssler                           |                       | |
| 9  | Emil Gilels               | 6 novembre 1951, concert Florence           | 7 min 44 s    | Music & Arts                       | CD-1102               | |
| 10 | Julius Katchen            | juin 1958                                   | 7 min 05 s    | Philips XXe                        |                       | (OCLC 981370232 et 40928462) |
| 11 | Dino Ciani                | années 1960, concert Gênes                  | 7 min 59 s    | Dynamic                            |                       | |
| 12 | György Cziffra            | décembre 1956/mai 1957, Paris, salle Wagram | 8 min 31 s    | EMI                                | CZS7673662            | (OCLC 262897991 et 777937426) version de George Cziffra .                                                                                        |
| 13 | Gary Graffman             | 1962                                        | 8 min 32 s    | Columbia / Sony-RCA                |                       | |
| 14 | John Ogdon                | 1962                                        | 8 min 20 s    | RCA                                |                       | |
| 15 | Shura Cherkassky          | 1968                                        | 8 min 37 s 42 | Philips / ASV                      | CD QS 6096            | |
| 16 | György Cziffra            | 1970, concert à la Chaise Dieu              | 8 min 20 s    | EMI                                |                       | (OCLC 262897991) |
| 17 | Ronald Smith              | 13 janvier 1972                             | 8 min 32 s    | EMI / Arabesque                    |                       | (OCLC 14104737 et 191727057) |
| 18 | Alfred Brendel            | 1973                                        | 7 min 44 s    | Vox-Turnabout / Brilliant Classics | TV 34258              | (OCLC 1131457962) |
| 19 | Terence Judd              | 1976/78, concert                            | 8 min 22 s    | Chandos                            |                       | (OCLC 47632067) |
| 20 | Andreï Gavrilov           | juillet 1977                                | 7 min 57 s    | EMI                                |                       | |
| 21 | Bernard Ringeissen        | 1979                                        | 8 min 40 s    | Adès                               |                       | (OCLC 11083112) |
| 22 | Jenő Jandó                | mai 1988                                    | x min xx s    | Naxos                              |                       | (OCLC 34086576) |
| 23 | Alexander Paley           | 1992                                        | 8 min 58 s    | ASS.A.Y / Brilliant Classics       |                       | |
| 24 | Piers Lane                | octobre 1993                                | x min xx s    | EMI                                | 7 64802 2             | (OCLC 32452388) |
| 25 | Boris Berezovsky          | juin 1994                                   | 7 min 48 s    | Teldec                             | 4509965162            | (OCLC 35448716) |
| 26 | Rorianne Schrade          | juillet 1994                                | x min xx s    | Centaur                            |                       | (OCLC 34432324) |
| 27 | Arto Satukangas           | août 1995                                   | 9 min 05 s    | Finlandia Records                  |                       | (OCLC 37039457) |
| 28 | Yefim Bronfman            | mai 1998                                    | 9 min 05 s    | Newton Classics                    |                       | (OCLC Yefim Bronfman) |
| 29 | Mordecai Shehori (en)     | août 1999                                   | 9 min 04 s    | Cembal d'Amour                     | CD143                 | (OCLC 518403896) |
| 30 | Mikhaïl Pletnev           | 2000, concert Carnegie Hall                 | x min xx s    | DG                                 |                       | (OCLC 1183692314) |
| 31 | Lang Lang                 | août 2000, concert Tanglewood               | x min xx s    | DG                                 |                       | (OCLC 825098462) |
| 32 | Olga Kern                 | juillet 2004                                | 9 min 12 s    | HM                                 |                       | (OCLC 823874131) |
| 33 | Freddy Kempf              | avril 2006                                  | 8 min 32 s    | SACD BIS                           | 1580                  | (OCLC 227034899) |
| 34 | Maria Verbaite            | 23 juillet 2008                             | 8 min 59 s    | Sterling                           |                       | (OCLC 430322503) |
| 35 | Hando Nahkur (en)         | 2010                                        | 8 min 09 s    | Estonian Radio                     |                       | |
| 36 | Philip Edward Fisher (en) | août 2010                                   | 8 min 53 s    | Chandos                            | CHAN 10676            | (OCLC 793469545) |
| 37 | Etsuko Hirose             | février 2012                                | 8 min 56 s    | Mirare                             | MIR181                | (OCLC 798251411) |
| 38 | Nicholas Walker           | novembre 2019                               | 8 min 51 s    | Grand Piano                        | GP846                 | (OCLC 1236439228) (Intégrale, vol. 6) |

| no | Chef               | Orchestre                                         | Date             | Durée      | Label                            | Orchestration     | Note              |
| -- | ------------------ | ------------------------------------------------- | ---------------- | ---------- | -------------------------------- | ----------------- | ----------------- |
| 1  | Alexandre Gaouk    | Orchestre de la radio télévision d'État de l'URSS | 1952             | 7 min 52 s | Melodiya/Brilliant Classics 8866 | Alfredo Casella   |                   |
| 2  | Eugène Goossens    | Orchestre Philharmonia                            | 1956             | 9 min 38 s | EMI                              | Alfredo Casella   |                   |
| 3  | Lovro von Matačić  | Orchestre Philharmonia                            | 1957             | 9 min 26 s | Warner                           | Franz Schalk      |                   |
| 4  | Esa-Pekka Salonen  | Orchestre symphonique de la radio Bavaroise       | juillet 1984     | x min      | Philips 412 552-2                |                   | (OCLC 42534162)   |
| 5  | Ievgueni Svetlanov | Orchestre symphonique d'URSS                      | 24 décembre 1986 | 8 min      | Melodiya/RCA                     | Sergueï Liapounov |                   |
| 6  | Igor Golovchin     | Orchestre symphonie État Russe                    | avril 1993       | 8 min 51 s | Naxos 8.550792                   | Sergueï Liapounov | (OCLC 1109994663) |
| 7  | Bramwell Tovey     | Orchestre symphonique de Vancouver                | novembre 2000    | 8 min 31 s | CBC Records                      | Sergueï Liapounov | (OCLC 51999962)   |
| 8  | Valery Gergiev     | Orchestre du Kirov                                | 2002             | 8 min 54 s | SACD Philips 470 618-2           | Sergueï Liapounov |                   |
| 9  | Sascha Goetzel     | Orchestre philharmonique Borusan d’Istanbul       | février 2014     | 8 min 54 s | Onyx 4124                        | Sergueï Liapounov |                   |

### Ouvrages généraux
- Louis Aguettant, La Musique de piano : des origines à Ravel, Paris, Albin Michel / L'Harmattan, coll. « Les Introuvables », 1999 (1re éd. 1954), 446 p. (ISBN 978-2-738-48141-2).
- Antoine Goléa, La Musique, de la nuit des temps aux aurores nouvelles, vol. 1, Paris, Alphonse Leduc et Cie, 1977, 464 p. (ISBN 2-85689-001-6), « La Russie et sa musique », p. 430–442.
- André Lischke et François-René Tranchefort (dir.), Guide de la musique de piano et de clavecin : Mili Balakirev, Paris, Fayard, coll. « Les Indispensables de la musique », 1987, 870 p. (ISBN 978-2-213-01639-9), p. 72-75.
- Paul Pittion, La musique et son histoire (tome II) : de Beethoven à nos jours, Paris, Éditions Ouvrières, 1960, 572 p., p. 156-157.
- Guy Sacre, La musique pour piano : dictionnaire des compositeurs et des œuvres, vol. I (A-I), Paris, Robert Laffont, coll. « Bouquins », 1998, 1495 p. (ISBN 978-2-221-05017-0), p. 246-266.

### Monographies
- (en) Edward Garden, Balakirev : A Critical Study of his Life and Music, Londres, Faber and Faber, 1967, 352 p. (OCLC 464329486, BNF 43004569).
- Nikolaï Rimski-Korsakov, Chronique de ma vie musicale, Paris, Fayard, 2008, 454 p. (ISBN 978-2-213-63546-0), traduit, présenté et annoté par André Lischke.